# Apocryptodon madurensis
Az Apocryptodon madurensis a csontos halak (Osteichthyes) főosztályának a sugarasúszójú halak (Actinopterygii) osztályába, ezen belül a sügéralakúak (Perciformes) rendjébe, a gébfélék (Gobiidae) családjába és az iszapugró gébek (Oxudercinae) alcsaládjába tartozó faj.
Az Apocryptodon halnem típusfaja.

## Előfordulása
Az Apocryptes madurensis előfordulási területe az Indiai-óceán és a Csendes-óceán nyugati részének az ázsiai tengerpartjai. India keleti partjaitól a Fülöp-szigeteken keresztül, északra Japánig és délre Ausztráliáig számos tengerparton fellelhető. A Sulaibikhat- és a Perzsa-öblökbeli jelenlétét a halbiológusok még nem erősítették meg.

## Megjelenése
Ez a halfaj legfeljebb 9 centiméter hosszú. Az oldalvonala mentén öt barna, majdnem kerek folt látható. A tarkója környékén 19-27 pikkely van.

## Életmódja
Trópusi halfaj, amely egyaránt megél az édes-, a brakk- és a sósvízben is; a víz alá is lemerül. A legalacsonyabb apály idején nem tevékeny. Saját üreget nem váj magának, inkább elfoglalja az Alpheus bisincisus nevű rákok üregeit. Kovamoszatokkal táplálkozik.

## Felhasználása
Ennek a gébfajnak nincs halászati értéke.